# Маттео П'янтедозі
Маттео П'янтедозі (італ. Matteo Piantedosi ; нар. 20 квітня 1963, Неаполь) — італійський державний службовець і політичний діяч, міністр внутрішніх справ Італії (з 2022).

## Біографія
Народився 20 квітня 1963 року в Неаполі, здобув вищу юридичну освіту в Болонському університеті і розпочав професійну кар'єру в префектурі Болоньї, де пропрацював вісім років і зрештою очолив канцелярію префектури.
У 2007 році був призначений першим заступником префекта Болоньї, у 2009 році очолив Управління у зв'язках з парламентом у Міністерстві внутрішніх справ Італії. 2011 року очолив апарат начальника Департаменту кадрової політики, 3 серпня 2011 року призначений префектом Лоді (в Італії префект — призначений Міністерством внутрішніх справ представник центрального уряду в провінціях). У січні 2012 року призначений заступником голови адміністрації міністра внутрішніх справ, з червня 2012 року — перший заступник голови адміністрації міністра. 16 листопада 2012 року рішенням уряду Італії призначено заступником генерального директора Управління громадської безпеки. З 15 травня 2017 року — префект Болоньї, 11 червня 2018 року очолив адміністрацію міністра внутрішніх справ. 17 серпня 2020 призначений префектом Риму.
22 жовтня 2022 року при формуванні уряду Мелоні отримав портфель міністра внутрішніх справ.